# آلیل‌اسکالین
آلیل‌اسکالین (به انگلیسی: Allylescaline) با فرمول شیمیایی C۱۳H۱۹NO۳ یک ترکیب شیمیایی است. که جرم مولی آن ۲۳۷٫۲۹ g/mol می‌باشد. 